# Sùng Tả
Sùng Tả (tiếng Tráng: Cungzcoj Si, chữ Hán giản thể: 崇左市, bính âm: Chóngzuǒ) là một địa cấp thị trong khu tự trị dân tộc Choang Quảng Tây của Cộng hòa Nhân dân Trung Hoa. Trung tâm hành chính là thành phố Bằng Tường.
Sùng Tả giáp với các địa cấp thị khác là Bách Sắc ở phía bắc, Phòng Thành Cảng ở phía nam. Phía tây giáp huyện Hạ Lang, huyện Quảng Hòa và huyện Thạch An tỉnh Cao Bằng và huyện Cao Lộc, huyện Đình Lập, huyện Lộc Bình, huyện Tràng Định và huyện Văn Lãng, tỉnh Lạng Sơn và huyện Bình Liêu, tỉnh Quảng Ninh của Việt Nam.
Sùng Tả có 1 quận (Giang Châu), 1 thành phố cấp phó địa khu (Bằng Tường), 5 huyện (Ninh Minh, Long Châu, Phù Tuy, Đại Tân, Thiên Đẳng).
Sùng Tả có 2,34 triệu dân trong đó 89,26% là người Choang.